# دوچرخه اسلامی

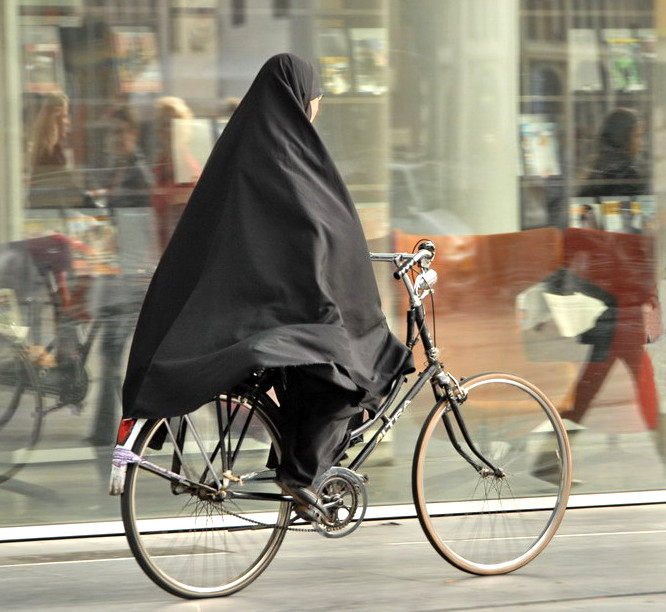
زنی که هنگام پوشیدن چادر سیاه، دوچرخه‌سواری می‌کند.

دوچرخه اسلامی یا دوچرخه شرعی یا دوچرخه در اسلام به دوچرخه‌ای می‌گویند که برای زنان شیعه و سنی طراحی شده‌است. چرایی اصلی بحث‌ها پیرامون دوچرخه در جامعه‌های مسلمان، تحریک جنسی مردان مسلمان با دیدن زنان روی دوچرخه است. بحث‌های پیرامون حتی در کشورهای پیشرفته‌تر اسلامی، همچون ترکیه نیز پیش کشیده شده‌است. در ایران، دوچرخه‌سواری به یک مطالبه اجتماعی برای زنان، تبدیل شده‌است و برخی مسئولان دوران جمهوری اسلامی اعلام داشته‌اند که «دوچرخه‌سواری زنان باید به مطالبه‌ای جدی و مردمی بدل شود».

## پیشینه بر پایه کشور

### در ایران

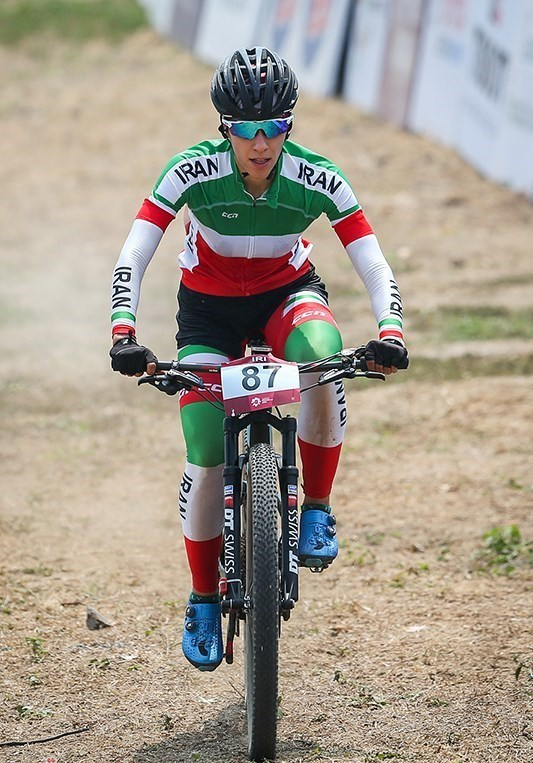
فرانک پرتوآذر، دوچرخه‌سوار حرفه‌ای ایرانی

دوچرخه اسلامی در ایران نیز بسیار مورد توجه بوده‌است. برای نمونه، در سال ۱۳۸۶، طرح ساخت دوچرخه‌های اسلامی برای بانوان در شهر اراک، ایران، تصویب گردید. یکی از ارائه‌دهندگان این طرح نیز، یک زن ایرانی بود و گفت که: «این دوچرخه به‌گونه‌ای طراحی شده‌است که کابین اطراف آن به‌طور کامل نیمی از بدن بانوان را می‌پوشاند».
در آبان ۱۳۹۰، رئیس هیئت مدیره یکی از شرکت‌های طراح دوچرخه بانوان ایرانی، در گفت‌وگویی با تابناک، رسانهٔ ایرانی، اعلام کرد که «برای طراحی چنین دوچرخه‌ای، چهار ماه وقت صرف شده تا مشکلات شرعی که برای دوچرخه عنوان می‌شد، رفع شود و با توجه به نیازهای جسمی بانوان، یک تغییر عمده نیز در دوچرخه‌ها صورت گرفت و کمی برقی شده‌اند».
گزارشی در بهمن ۱۳۹۹، می‌گفت که برخی، دوچرخه‌سواری بانوان ایرانی را در دیدگان همگان، «نمایش ولنگاری فرهنگی» دانسته‌اند. همچنین در همین سال، محمدتقی تذروی، یکی از عضوهای شورای اسلامی شهر شیراز، اعلام داشت که: «بنابر فتوای مقام معظم رهبری، دوچرخه‌سواری بانوان در معرض دید نامحرم حرام است و از همین رو دوچرخه‌سواری بانوان را تنها در محیط بسته و در مکانی که در معرض دید نامحرم نباشد، مجاز می‌دانم».
در طول تاریخ جمهوری اسلامی، گاه شهرداری تهران برنامه‌هایی برای دوچرخه‌سواری بانوان ایرانی داشت که با حملات گروه حزب‌الله، منتفی شد. در مجلس پنجم جمهوری اسلامی نیز گروهی از نمایندگان مردم در این مورد، سخنانی داشتند؛ کسانی همچون علی زادسر، نمایندهٔ جیرفت، که در اردیبهشت ۷۵ در نطقی، برخی جریان‌های سیاسی را به سعی و تلاش برای گسترش‌دادن «لاابالی گری» متهم کرد؛ او همچنین گفت که «دوست دارند زنان و دختران جوان را در خیابان‌های مرکز جهان اسلام بر روی زین دوچرخه به نمایش بگذارند». اکبر هاشمی رفسنجانی در خرداد ۱۳۷۴، در گفتگویی با مجله آفتابگردان روزنامه همشهری ایران، در مورد محدودیت‌های زنان ایرانی، همچون موارد دوچرخه سواری اعلام کرده‌بود که «من نیز دلم می‌سوزد که دختر بچه‌ها، اصولاً زنها در کشور ما به خاطر مسائل عرفی یک مقدار محدودیت دارند».
سید علی خامنه‌ای در سال ۱۳۷۵، در دیداری با رئیس و معاون‌های سازمان تربیت بدنی ایران گفت که: «دختر تهرانی که در خیابان می‌آید و دوچرخه‌سواری می‌کند، مثل دختر چینی نیست. در زمان مائو که شما به چین می‌رفتید، یا حتی بعد از او هم که ما دیده بودیم، اصلاً نمی‌شد فهمید که این دختر است یا پسر. می‌دانید چینی‌ها به گونه‌ای هستند که درست نمی‌شود تشخیص داد این، زن است یا مرد. لباس آنها هم یک جور بود. آن، اصلاً تبرّج (خودنمایی) نیست؛ امّا این دخترِ شلوار تنگ و لباس چسبان پوشیده، وقتی سوار یک دوچرخه تشریفاتی هم بشود و در خیابان بیاید، این تبرّج است».